# Râul Ileana, Bahlui
Râul Ileana este un curs de apă, afluent al râului Bahlui. 